# Ludowy Komisariat Przemysłu Obronnego ZSRR
Ludowy Komisariat Przemysłu Obronnego ZSRR (ros. Народный комиссариат оборонной промышленности) – jeden z urzędów centralnych w Związku Radzieckim, odpowiednik ministerstwa, który nadzorował produkcję przemysłu obronnego.
Powołany 8 grudnia 1936 na bazie Ludowego Komisariatu Przemysłu Ciężkiego ZSRR (ros. Народный комиссариат тяжёлой промышленности).
11 stycznia 1939 dekretem Prezydium Rady Najwyższej ZSRR, Ludowy Komisariat Przemysłu Obronnego ZSRR został podzielony na 4 resorty:
- Ludowy Komisariat Przemysłu Lotniczego ZSRR (ros. Народный комиссариат авиационной промышленности – Наркомавиапром),
- Ludowy Komisariat Przemysłu Stoczniowego ZSRR (ros. Народный комиссариат судостроительной промышленности),
- Ludowy Komisariat Broni ZSRR (ros. Народный комиссариат вооружения),
- Ludowy Komisariat Amunicji ZSRR (ros. Народный комиссариат боеприпасов).

## Struktura
Komisariat został podzielony na główne zarządy, którym 30 grudnia 1936 nadano numery:
- 1 – produkcja samolotów (производство самолётов),
- 2 – przemysłu stoczniowego (судостроение),
- 3 – pierwotnie Główny Zarząd Artylerii i Czołgów, 17 stycznia 1937 przekształcony w Główny Zarząd Artylerii,
- 4 – produkcja materiałów wybuchowych i pirotechnicznych, amunicji (производство взрывчатки, пиротехники, капсюлей, снаряжение боевых припасов), zredukowany 20 kwietnia 1937 i 15 sierpnia 1937,
- 5 – początkowo Główna Dyrekcja Przemysłu Elektrycznego Niskoprądowego Gławiesprom,
- 6 – początkowo Główna Dyrekcja Wojskowego Przemysłu Chemicznego Gławwojenchimprom,
- 7 – produkcja opancerzeń (производство брони),
- 8 – produkcja dział artyleryjskich (производство артиллерийских орудий), od stycznia 1937,
- 9 – produkcja urządzeń optycznych (производство оптических приборов), od stycznia 1937,
- 10 – przemysł precyzyjny (точная индустрия),
- 11 – początkowo produkcja akumulatorów (производство аккумуляторов), następnie produkcja prochu (производство пороха), od kwietnia 1937,
- 12 – od kwietnia 1937 wydzielony z 4.,
- 13 – produkcja korpusów pocisków artyleryjskich i bomb lotniczych (производство корпусов артиллерийских снарядов и авиационных бомб), od sierpnia 1937,
- 14 – produkcja zapalników (производство взрывателей и трубок), od sierpnia 1937,
- 15 – produkcja broni strzeleckiej (производство стрелкового вооружения), 9 października 1937 wydzielony z 3.,
- 17 – produkcja broni minowej (минного вооружения), zorganizowany 26 września 1937,
- 18 – produkcja silników lotniczych (производство авиационных моторов),
- 21 – produkcja tulei (производство гильз).

## Ludowi Komisarze
- 1936–1937 – Moisiej Ruchimowicz
- 1937–1939 – Michaił Kaganowicz

## Siedziba
Siedziba mieściła się w zaułku Ułańskim (ros. Уланский переулок) 16 i 22/prosp. Sacharowa (просп. Сахарова) 7, w budynku (proj. Danił Fridman) zbudowanym w 1936 na potrzeby zarządu, hotelu i mieszkań pracowniczych firmy budowlanej Metrostroju (ros. Мосметрострой). Od 1939 budynek był siedzibą Ludowego Komisariatu Przemysłu Lotniczego (ros. Народный комиссариат авиационной промышленности – Наркомавиапром).